# Heinrich Müller (Skispringer)
Heinrich Müller ist ein ehemaliger Schweizer Skispringer.

## Werdegang
Müller bestritt mit der Skiflug-Weltmeisterschaft 1972 in Planica sein erstes und einziges internationales Turnier. Mit 315,0 Punkten belegte er beim Sieg seines Landsmannes Walter Steiner als zweitbester Schweizer den 25. Rang auf der Letalnica bratov Gorišek. Bei den Olympischen Winterspielen 1972 in Sapporo wenige Wochen zuvor gehörte er noch nicht zum Nationalkader. Auch in der Vierschanzentournee erhielt er keinen Startplatz.